# Скарборо (переписна місцевість, Мен)
Скарборо (англ. Scarborough) — переписна місцевість (CDP) в США, в окрузі Камберленд штату Мен. Населення — 5846 осіб (2020).

## Географія
Скарборо розташоване за координатами 43°35′58″ пн. ш. 70°19′55″ зх. д. / 43.59944° пн. ш. 70.33194° зх. д. (43.599457, -70.331967).  За даними Бюро перепису населення США в 2010 році переписна місцевість мала площу 12,91 км², з яких 12,88 км² — суходіл та 0,03 км² — водойми.

## Демографія
Згідно з переписом 2010 року, у переписній місцевості мешкали 4403 особи в 1917 домогосподарствах у складі 1143 родин. Густота населення становила 341 особа/км².  Було 2066 помешкань (160/км²).
Расовий склад населення:
| - 92,0 % — білих - 5,2 % — азіатів - 0,6 % — чорних або афроамериканців - 0,2 % — корінних американців |

До двох чи більше рас належало 1,7 %. Частка іспаномовних становила 1,3 % від усіх жителів.
За віковим діапазоном населення розподілялося таким чином: 19,7 % — особи молодші 18 років, 55,7 % — особи у віці 18—64 років, 24,6 % — особи у віці 65 років та старші. Медіана віку мешканця становила 46,1 року. На 100 осіб жіночої статі у переписній місцевості припадало 87,4 чоловіків;  на 100 жінок у віці від 18 років та старших — 86,2 чоловіків також старших 18 років.
Середній дохід на одне домашнє господарство  становив 81 260 доларів США (медіана — 66 186), а середній дохід на одну сім'ю — 90 325 доларів (медіана — 76 500). Медіана доходів становила 47 017 доларів для чоловіків та 45 735 доларів для жінок. За межею бідності перебувало 13,6 % осіб, у тому числі 28,4 % дітей у віці до 18 років та 14,8 % осіб у віці 65 років та старших.
Цивільне працевлаштоване населення становило 2381 особа. Основні галузі зайнятості: освіта, охорона здоров'я та соціальна допомога — 32,5 %, роздрібна торгівля — 23,2 %, фінанси, страхування та нерухомість — 11,4 %, оптова торгівля — 5,8 %.